# Чёрная болотная крачка
Чёрная болотная кра́чка (лат. Chlidonias niger) — вид птиц из семейства чайковых (Laridae).

## Описание
Длина тела до 24 см; размах крыльев 63—68 см. Остроконечный клюв чёрный, ноги красно-бурые. Голова, грудь и брюхо в брачном наряде аспидно-чёрного, а верх серого цвета. Самцы и самки имеют одинаковую окраску. Крик звучит как «киик» или «кик-кик».

## Местообитание
Чёрная болотная крачка селится с апреля по сентябрь на берегах водоёмов, болот, озёр в Восточной, Южной и Центральной Европе. Зимует на побережье в тропической Африке.

## Питание
Чёрная крачка питается в основном беспозвоночными, главным образом водными и околоводными насекомыми; также мальками рыб, пиявками, рачками. Свою добычу она добывает преимущественно с растительности, плавающей и растущей близ водоёмов; в воду ныряет редко. Может также охотиться на сухопутных насекомых в лугах и на полях.

## Размножение

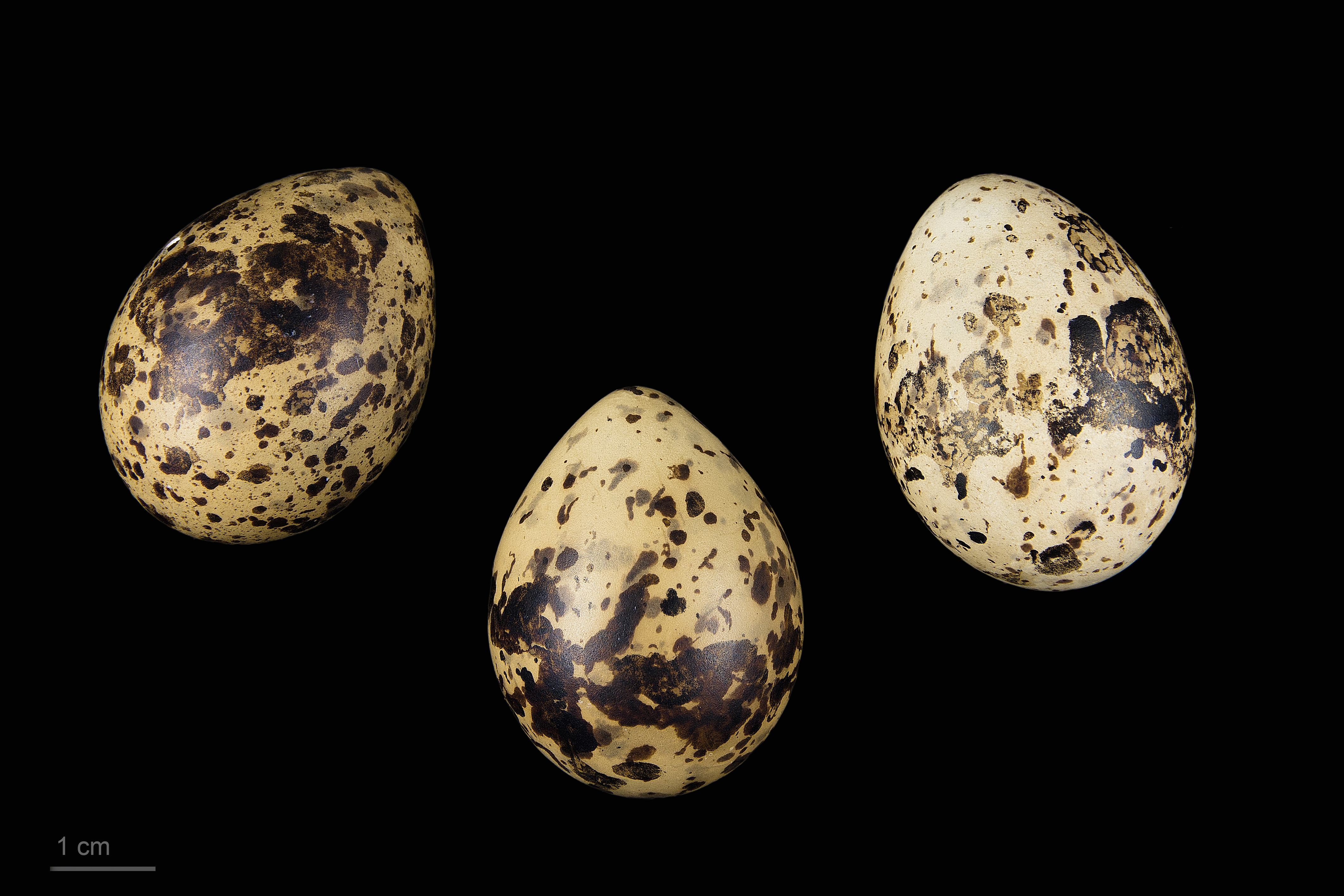
Яйца Chlidonias niger niger — Тулузский музеум

Чёрные крачки гнездятся небольшими колониями с мая по июль. Гнездо размещается на краю водоёма или на плавающих листьях и тростнике. Самка откладывает 2—3 яйца с тёмными пятнами. Примерно через 3 недели высиживания появляются птенцы. Ещё через 3 недели птенцы могут летать.